# Akademmistečko (metropolitana di Kiev)
Akademmistečko (in ucraino Академмістечко?, ) è una stazione della linea Svjatošyns'ko-Brovars'ka, la linea 1 della metropolitana di Kiev, di cui costituisce uno dei due capilinea. È stata inaugurata il 24 maggio 2003.